# Archibald Hunter Arrington
Archibald Hunter Arrington (* 13. November 1809 bei Nashville, Nash County, North Carolina; † 20. Juli 1872 ebenda) war ein US-amerikanischer Politiker (Demokratische Partei), der den Bundesstaat North Carolina im US-Repräsentantenhaus und im Konföderiertenkongress vertrat.
Archibald Arrington besuchte zunächst die Schule in Hilliardston und später das College in Louisburg. Er studierte in der Folge zwar die Rechtswissenschaften, arbeitete danach aber nicht als Anwalt, sondern wurde als Pflanzer tätig. 1840 wurde er für die Demokraten in den Kongress gewählt, dem er nach einer Wiederwahl vom 4. März 1841 bis zum 3. März 1845 angehörte. 1844 bewarb er sich erfolglos um eine weitere Amtsperiode.
Als Sklavenhalter und Anhänger der Konföderation nahm Arrington 1861 am Sezessionskonvent seines Heimatstaates teil. Er gewann die Wahl zum Abgeordneten im Repräsentantenhaus des ersten Konföderiertenkongresses, scheiterte aber auch hier beim Versuch der Wiederwahl. Nach dem Sezessionskrieg war er 1866 Delegierter zur National Union Convention in Philadelphia. Danach übernahm er noch einige Ämter auf lokaler Ebene im Nash County, ehe er sich auf seiner Plantage zur Ruhe setzte.
Archibald Arrington war der Onkel des Kongressabgeordneten Archibald Williams. 